# Bahnhof Ilmenau
Der Bahnhof Ilmenau ist eine von sechs Bahnstationen im Ilmenauer Stadtgebiet, einer von drei Bahnhöfen der Stadt und war früher ein Bahnhof der II. Klasse. In der Region wird der Bahnhof wegen seiner im Vergleich zu den anderen Stationen größeren Bedeutung teilweise als Ilmenau Hauptbahnhof bezeichnet, obwohl er diesen Zusatz nie offiziell trug.

## Lage

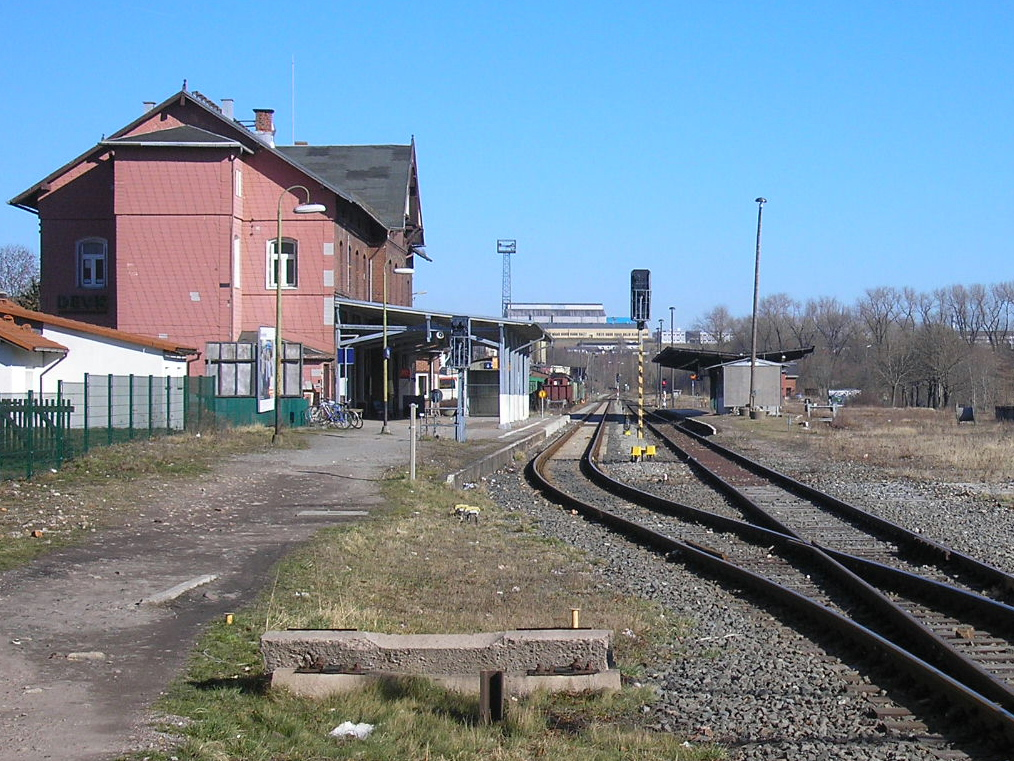
Blick von Süden durch den Bahnhof (2007)

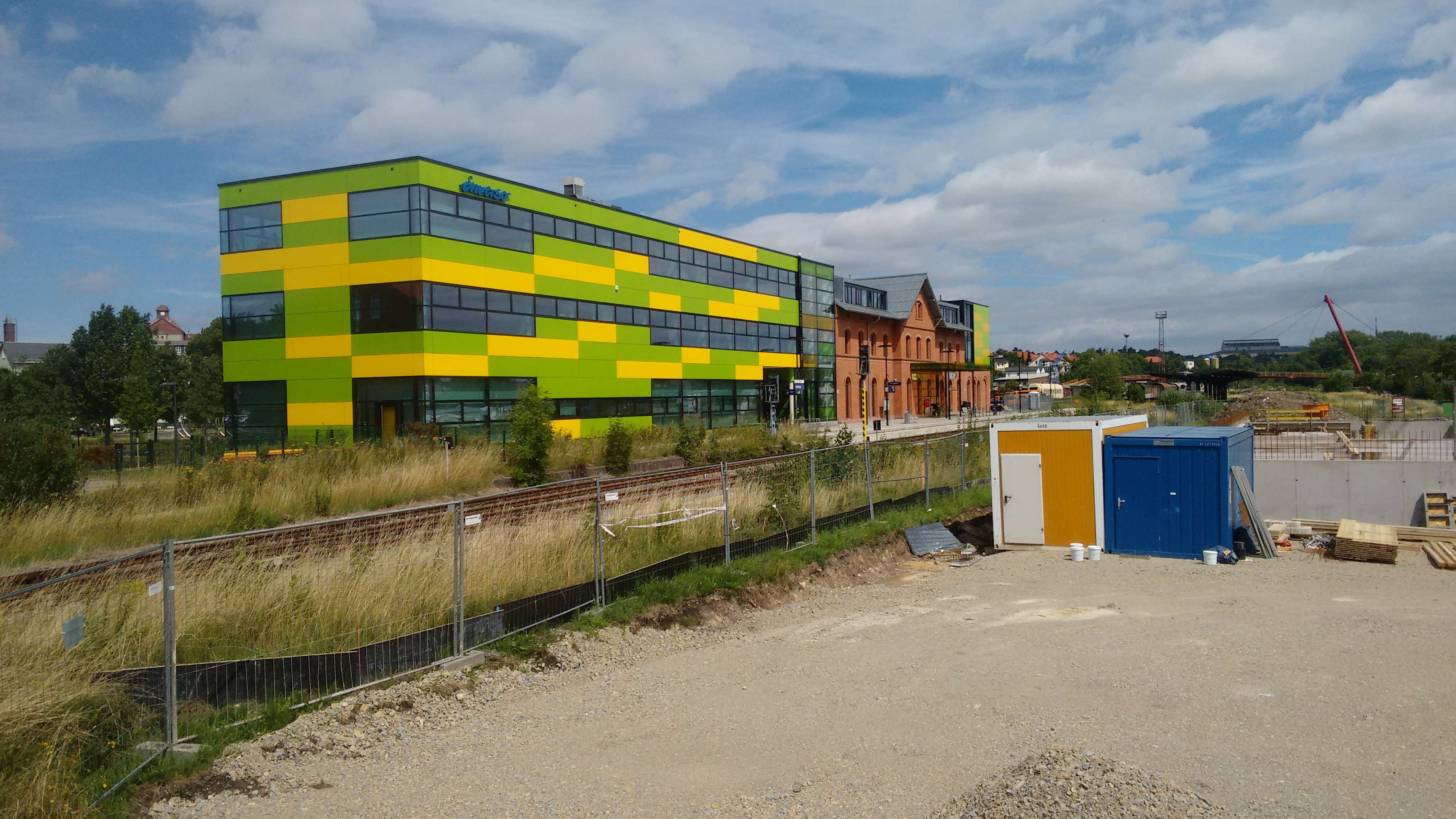
Das Bahnhofsgebäude von der Langewiesener Straße aus (Juli 2017, rechts sind Bauvorbereitungen für den Neubau des Terminals C zu sehen)

Der Bahnhof Ilmenau liegt in einer Höhe von 478,46 Metern südöstlich des Stadtkerns. Südlich wird er von der Langewiesener Straße (L 1140, ehemalige B 88) begrenzt. Östlich verläuft der Neuhäuser Weg, westlich die Ilmenauer Hauptverkehrsstraße (L3044, ehemals B 4/B 88) Friedrich-Ebert-Straße. Nördlich wird der Bahnhofsbereich erst von der ca. einem Kilometer nördlich des Bahnhofsgebäudes befindlichen Bücheloher Straße (L 3087, ehemals B 87) begrenzt. Seit 2010 überspannt etwa 500 Meter nordöstlich des Bahnhofgebäudes die Nelson-Mandela-Brücke die Gleisanlagen. Im südlichen Teil ist der Bahnhof etwa zwei Meter aufgeschüttet. Dabei wurde das Material aus den Durchbrüchen bei Roda verwendet.
Weitere Stationen im Stadtgebiet sind Ilmenau-Roda, Ilmenau Pörlitzer Höhe, Ilmenau Bad, Manebach und Stützerbach. Außerdem gibt es den Bahnhof Ilmenau-Wolfsberg an der Schnellfahrstrecke Nürnberg–Erfurt. War dieser zunächst als Personenbahnhof geplant, so ging er letztlich nur als Betriebsbahnhof in Betrieb. Die Stationen Grenzhammer, Langewiesen, Gehren Stadt, Gehren und Möhrenbach befanden sich an der abgebauten Strecke nach Großbreitenbach. 

## Gleisanlagen

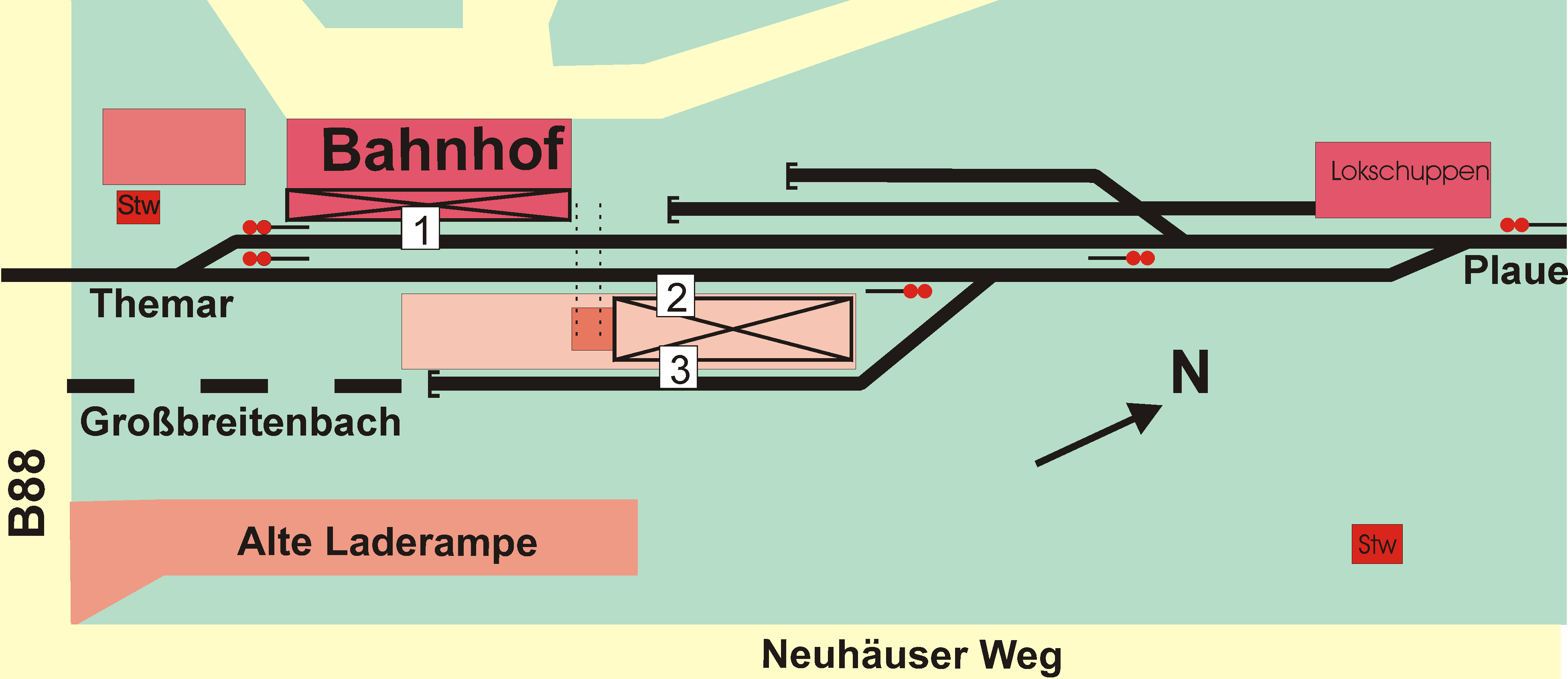
Gleisplan des Bahnhofs Ilmenau bis 2019

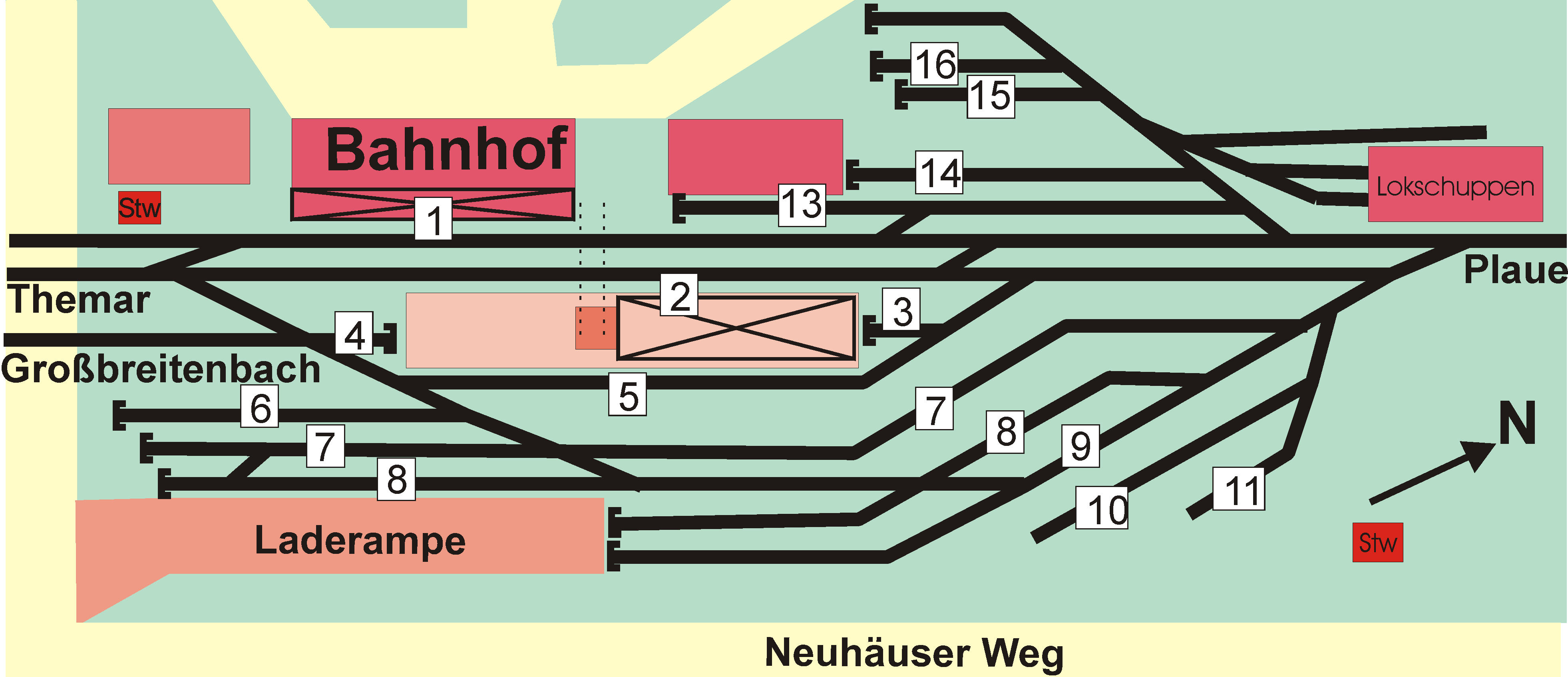
Gleisplan des Bahnhofs Ilmenau im Jahr 1928

Heute befinden sich im Bahnhof Ilmenau zwei Bahnsteige mit drei Gleisen, wobei das Gleis 1 direkt am Bahnhofsgebäude (Hausbahnsteig) liegt und es zwischen den Gleise 2 und 3 einen Inselbahnsteig gab. Das Gleis 1 wird hauptsächlich für den Reiseverkehr von und nach Erfurt genutzt, das Gleis 2 wird seit Dezember 2017 ebenso für einzelne Züge nach Erfurt genutzt, während das Stumpfgleis 3 nur noch für Abstellzwecke dient. Auf dem Gleis 2 beginnen ebenso die Dampflokfahrten zum Rennsteig. Die Bahnsteigkante am Gleis 3 existiert nicht mehr.
Östlich neben den drei genannten Gleisen befanden sich früher zwei weitere Gleise, die dem Güterverkehr dienten. Diese wurden etwa 2002 entfernt, die Laderampe ist jedoch noch gut erkennbar. Zahlreiche Gleisanlagen befanden sich früher auch im nordöstlichen Bahnhofsbereich, die dem Rangieren und dem Güterverkehr dienten. Direkt vom Bahnhof zweigten drei Anschlussgleise ab: eines führte zum Schlachthof, das andere zur Porzellanfabrik Galluba & Hofmann (am Neuhäuser Weg) und das dritte zum ungefähr zwei Kilometer entfernt liegenden Henneberg-Porzellanwerk. Es wurde erst 1973 errichtet und umfasste einen weiteren Güterbahnhof mit mehreren Gleisen auf der rechten Seite nördlich des Bahnhofs. In den 1970er Jahren wurde mit dem Bau eines neuen Güterbahnhofes begonnen. Sein Standort war östlich des Bahnhofes am Neuhäuser Weg. Im Jahr 2006 sind dort eine große Freifläche mit Gleisresten sowie Bahnhofsbeleuchtungsanlagen vorhanden. Es ist geplant, das Areal in ein Gewerbegebiet umzuwandeln.
Auf dem Areal zwischen Gleis 3 und der Langewiesener Straße (ehemaliges Gleis der Strecke nach Großbreitenbach) wurde von Juli bis November 2019 auf einer Länge von 95 m der Bahnsteig 2 mit einer Höhe von 550 mm neu errichtet. Dieser ist über die Langewiesener Straße barrierefrei zugänglich. Der Bahnsteig am Gleis 3 wurde dabei rückgebaut. Ebenso wurde die Unterführung zum neuen Bahnsteig saniert.

### Bahnsteige
| Gleis | Länge in m | Höhe in cm | Nutzung                        |
| ----- | ---------- | ---------- | ------------------------------ |
| 1     | 90         | 55         | Nahverkehrszüge                |
| 2     | 95         | 55         | Nahverkehrszüge, Sonderverkehr |

## Anschließende Strecken
Der Bahnhof Ilmenau liegt am Streckenkilometer 19,18 der 1879 eröffneten Bahnstrecke Arnstadt–Plaue–Ilmenau (km gerechnet ab Bahnhof Plaue), die 1904 weiter nach Themar verlängert wurde (siehe auch Rennsteigbahn). Sie durchquert den Bahnhof von Nord nach Süd. 1881 kam die Bahnstrecke Ilmenau–Großbreitenbach hinzu. Letztere führte in südöstlicher Richtung aus dem Bahnhof und ist heute ein Radweg.

## Gebäude

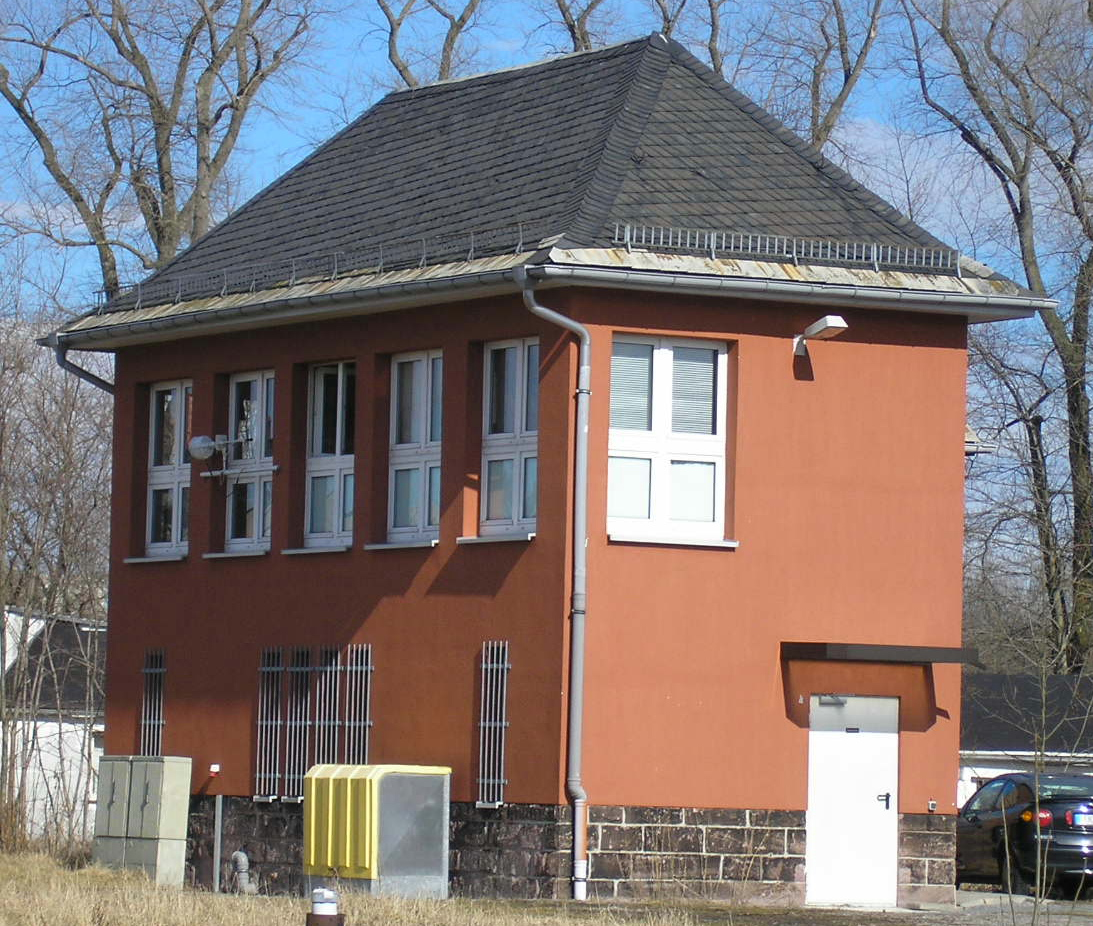
Das Stellwerk Nord

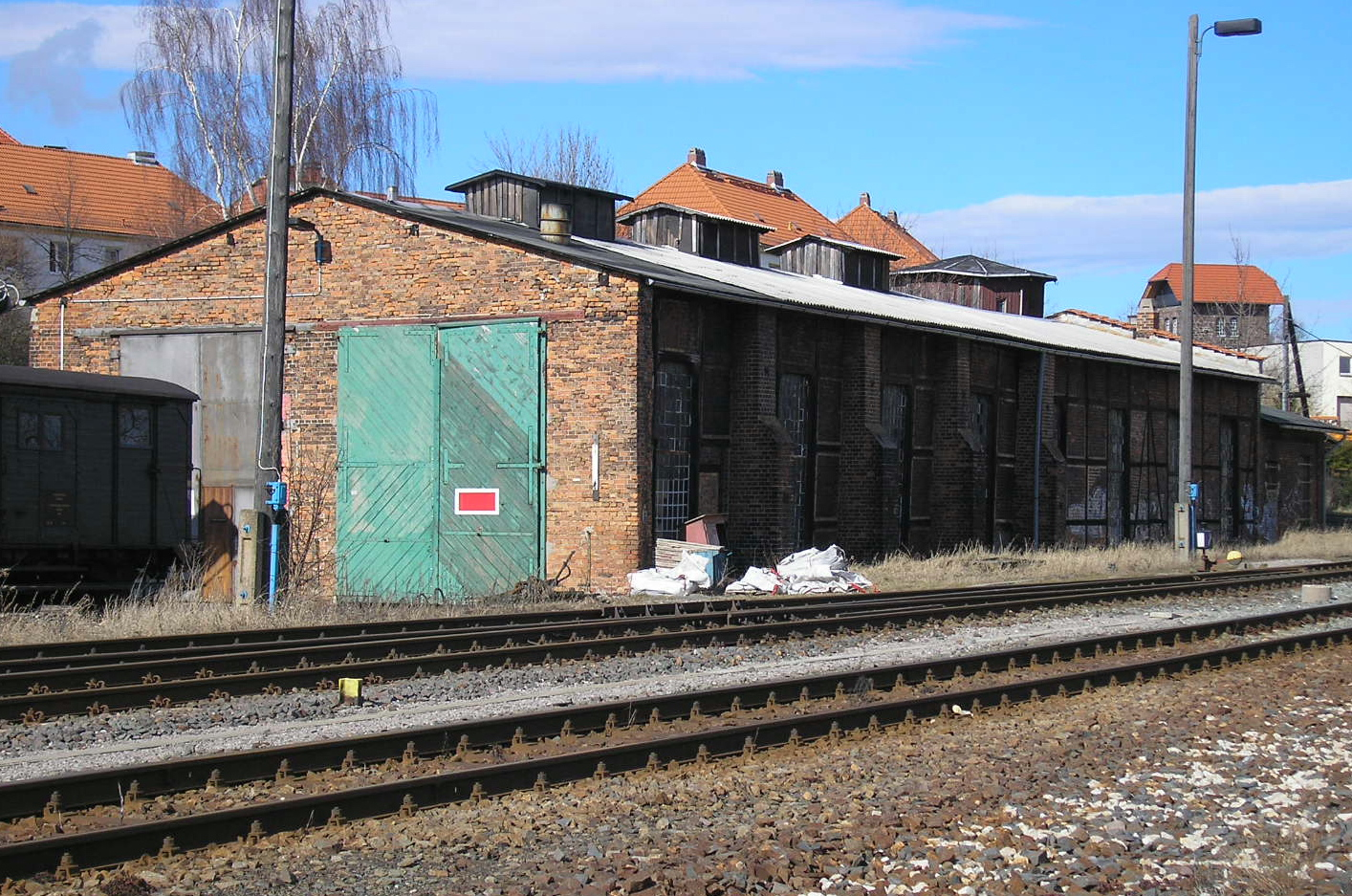
Der Lokschuppen

Das Empfangsgebäude des Bahnhofs Ilmenau wurde 1879 errichtet. Er ist ein relativ schlichter, für die Zeit typischer, roter Backsteinbau. Bauherr war die Preußische Staatsbahn. Der dreistöckige Bau ähnelt den Bahnhofsgebäuden von Elgersburg, Plaue und vor allem Arnstadt sehr stark. In den 1920er Jahren wurde straßenseitig ein Vorbau errichtet, der sich jedoch gut an das Gebäude anpasste. Zu DDR-Zeiten wurde die Westseite (Wetterseite) des Bahnhofes mit roten Asbest-Schindeln verkleidet, wodurch die ursprünglich einheitliche Backsteinarchitektur in ihrer Ansicht gestört war. Nachdem der Bahnhof zwischen 1998 und 2005 unbesetzt war, wurde im Herbst 2005 ein Servicecenter der Deutschen Bahn eröffnet. Dieses wurde aber 2008 wieder geschlossen.
Als weitere Bahnhofsgebäude folgten der Lokschuppen für vier Lokomotiven im nordwestlichen Bahnhofsbereich und die beiden Stellwerke Nord und Süd. Als 1904 die Rennsteigbahn eröffnet wurde, kamen zwei Bahnsteige und eine Bahnsteigüberdachung hinzu. Später folgte die Unterführung vom Hausbahnsteig zu den Gleisen 2 und 3, die heute teilweise wegen Baufälligkeit gesperrt ist. Im Zuge des Fahrplanwechsels im Dezember 2017 wurde die Unterführung erneut für den Personenverkehr freigegeben und der Bahnsteig am Gleis 2 neu ausgestattet und teilweise wieder freigegeben. Seitdem halten einzelne Züge fahrplanmäßig auch an diesen Bahnsteig. Die Unterführung und der Bahnsteig am Gleis 2 wurden bis November 2019 saniert und der Bahnsteig barrierefrei zugänglich gemacht. Ein heute nicht mehr vorhandenes Gebäude war der lange Güterschuppen, der sich nördlich an das Bahnhofsgebäude anschloss. Er wurde in den 1990er-Jahren abgebrochen. Heute befindet sich hier ein Parkplatz.

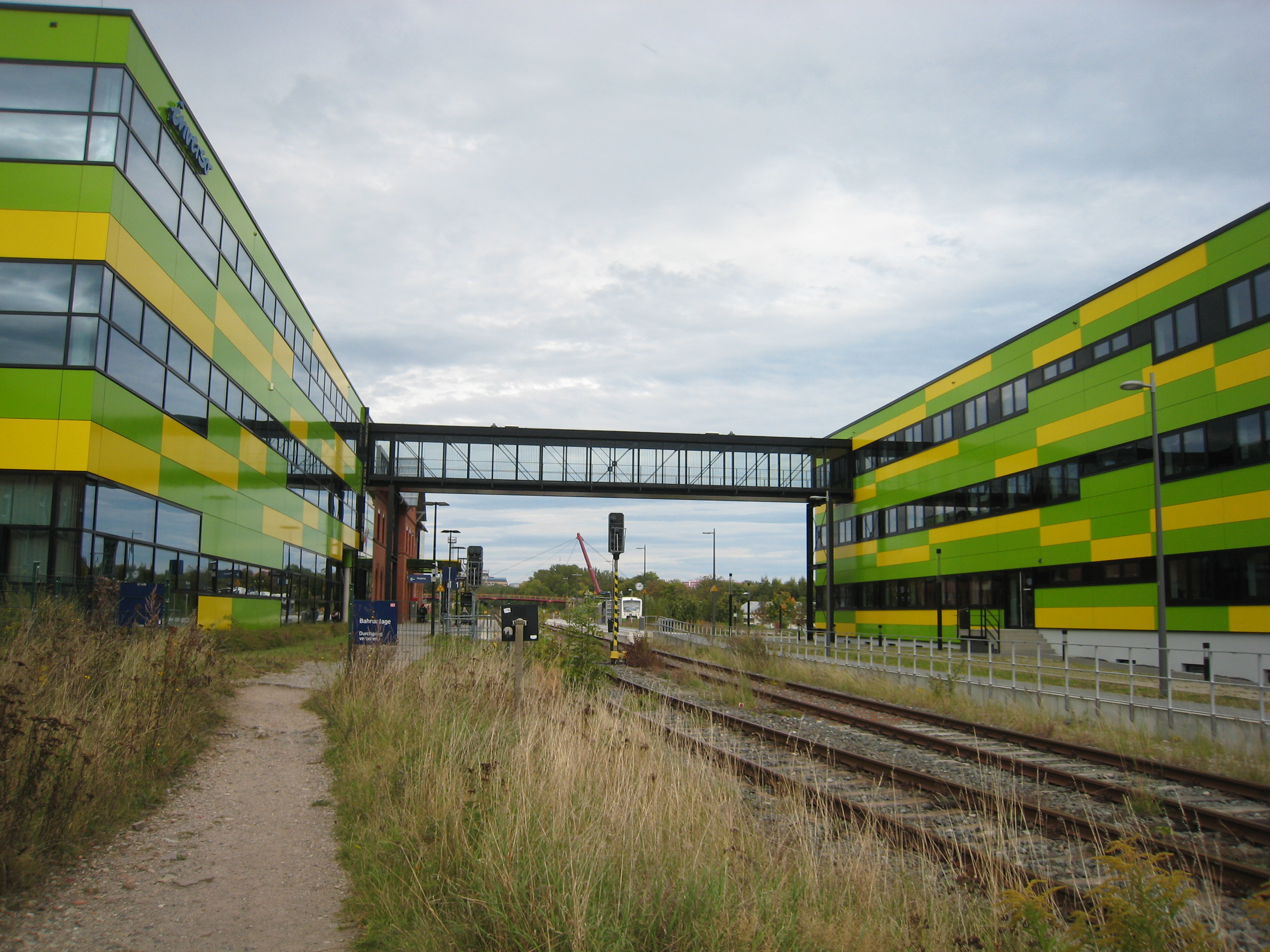
Blick von Süden durch den Bahnhof (2021)

Im Sommer 2010 wurde nach dem Kauf des Empfangsgebäudes durch die Stadt mit dem Umbau und der Sanierung (genannt Terminal A, des Technologieterminals Ilmenau) begonnen. Dieses erfuhr eine bauliche Ergänzung durch eine in moderner Glasarchitektur gestaltete zweigeschossige Aufstockung im nördlichen Bereich und ein Treppenhaus als südlichen Anbau. Im zweiten Bauabschnitt wurde bis 2013 südlich das Treppenhaus um ein Geschäftshaus ergänzt (genannt Terminal B). Der Renovierung des Hauptgebäudes und der Errichtung des Anbaus folgte eine Neugestaltung von Umgebung und Vorplatz, die im Frühjahr 2014 abgeschlossen war. In dem Empfangsgebäude befinden sich aktuell eine Wartehalle, ein Taxidienst sowie ein Fahrradladen und diverse Büroräume. Im Dezember 2017 eröffnete die Süd-Thüringen-Bahn im Bahnhof einen Fahrkartenschalter, wie es in der Ausschreibung des Dieselnetz Südthüringen vorgesehen war. Im Juli 2017 wurde östlich gegenüber dem Empfangsgebäude der Bau eines weiteren Geschäftsgebäudes (genannt Terminal C) begonnen, welches mitsamt einer nichtöffentlichen Verbindungsbrücke über die Bahngleise zu Terminal A im Januar 2019 eröffnet wurde. Im Juni 2025 wurde mit dem Bau eines Parkhauses (Terminal M) nördlich des Terminal A begonnen, welches im April 2026 fertiggestellt werden soll.

## Zugverkehr

### Heutiger Personenverkehr
Der Bahnhof Ilmenau ist Endpunkt für den Großteil der täglich 26 Regionalbahnen je Richtung, von denen an Wochenenden je vier vom und zum Rennsteig durchgebunden werden. Dadurch ergibt sich nach Norden ein Stundentakt mit leichten Fahrzeitanpassungen morgens und abends. Verstärkt wird dieser Stundentakt durch vier werktägliche Expresszüge, die nur an den beiden Ilmenauer und Arnstädter Stationen sowie in Neudietendorf und Erfurt Hauptbahnhof halten. Bis Erfurt Hauptbahnhof benötigen die Regionalbahnen knapp eine Stunde, bis zum Rennsteig eine reichliche halbe Stunde. Die Expresszüge benötigen bis Erfurt Hauptbahnhof etwa eine dreiviertel Stunde. Zum Einsatz kommen Dieseltriebwagen vom Typ Regio-Shuttle, die als Doppeleinheit 150 Sitz- und 180 Stehplätze bieten. Im Dezember 2017 übernahm die Süd-Thüringen-Bahn den Betrieb von der Erfurter Bahn. Ebenso werden die Züge nach Erfurt seit Dezember 2017 in Arnstadt Hauptbahnhof mit denen aus Saalfeld vereinigt.
Der Bahnverkehr spielt in Ilmenau nach wie vor eine wichtige Rolle, da viele der 7000 Studenten der Technischen Universität mit der Bahn reisen. Seit 2009 gibt es das Semesterticket Thüringen, mit dem Studenten der TU Ilmenau und anderer Thüringer Hochschulen alle Züge des Nahverkehrs in Thüringen für anfangs 24,90 Euro (im April 2019 50,88 Euro) pro Semester nutzen können, zuvor galt dies nur auf einzelnen Strecken (u. a. Erfurt–Ilmenau) und wurde im Oktober 2024 durch das Deutschlandsemesterticket abgelöst. Die Anzahl der Reisenden pro Tag schwankt etwa zwischen 800 und 1000.

### Heutiger Güterverkehr
In Ilmenau fand bis 2016 die Verladung von Müll auf Güterzüge der Rennsteigbahn statt. Er wurde zur Müllverbrennungsanlage nach Leuna transportiert. Neben dem täglich anfallenden Müll wird auch die Deponie Wolfsberg bei Wümbach auf diesem Wege langsam abgetragen. Des Weiteren gibt es noch gelegentlich Holzzüge, die Ilmenau auf dem Weg aus dem Thüringer Wald durchqueren. Meist werden für die Güterzüge Diesellokomotiven der Baureihe 110 eingesetzt.

### Unfälle

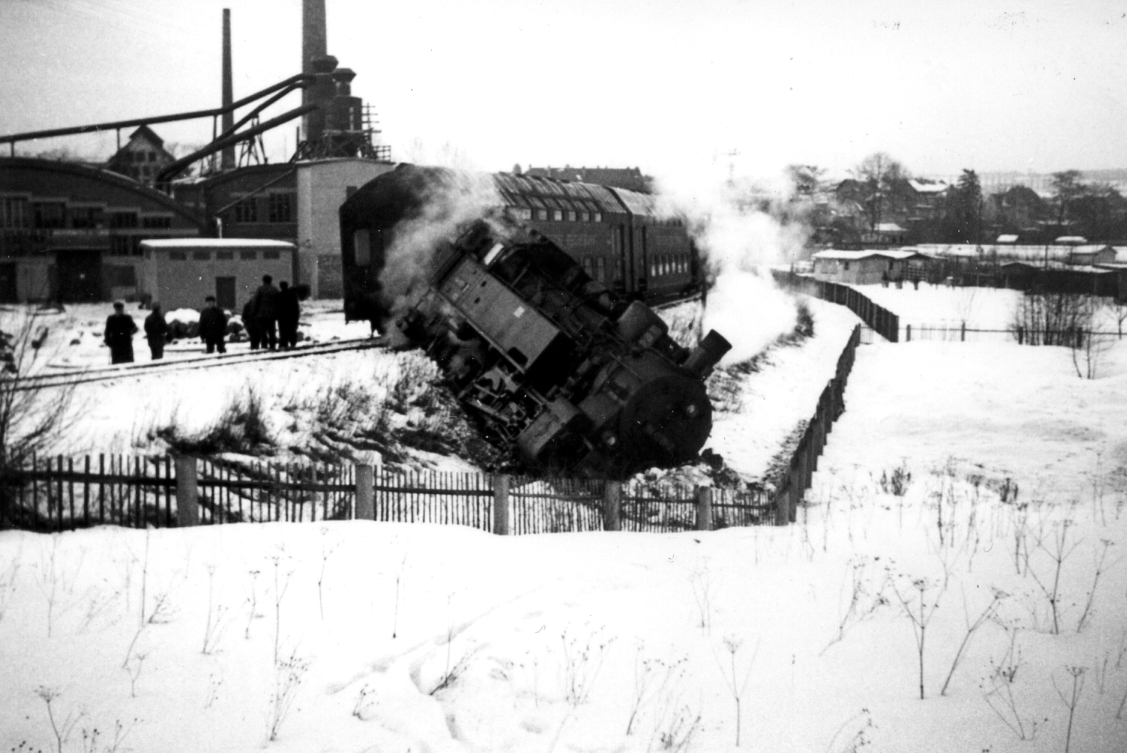
Zugunglück 1972

Kurz vor dem Bahnübergang Ilmenau, Oehrenstöcker Straße, entgleiste Anfang 1972 eine Tenderdampflokomotive. Lediglich die Lok stürzte um, die Doppelstockeinheit blieb auf den Schienen stehen. Es gab keine Verletzten. Für die Fahrt in Richtung Rennsteig war der Kessel der Lok gut aufgeheizt, so dass sofort mit dem Druckabbau begonnen wurde. Die Personenwagen wurden in den Bahnhof Ilmenau zurückgezogen. Die Bergung der Lok fand nach drei Tagen statt. Hierfür wurde ein Eisenbahnkran verwendet. Durch die Lage der verunfallten Lok musste der Kran an die Stirnseite der Lok heranfahren. Die Anfahrt erfolgte aus Richtung Meiningen über Themar und Schleusingen.

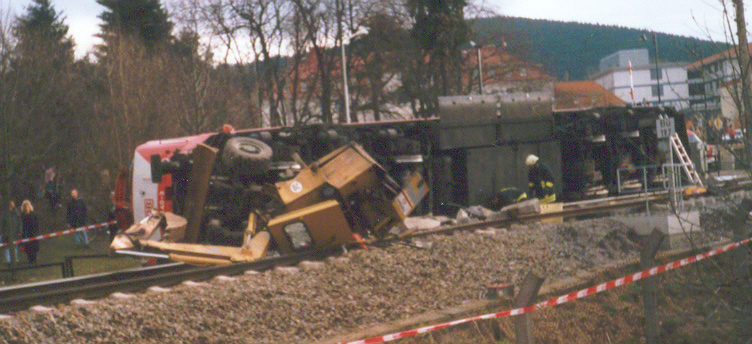
Zugunglück am 13. März 2000

Nahe dem Bahnhof Ilmenau ereignete sich am 13. März 2000 ein weiterer Unfall, bei dem zwei Menschen schwer verletzt wurden. Der Grund war eine Störung der Wegübergangssicherungsanlage am Bahnübergang „Stollen“. Ein Bagger fuhr auf das Streckengleis, wo er von der Lokomotive 219 040 erfasst und etwa 100 Meter mitgeschleift wurde. Die Lokomotive entgleiste, stürzte um und wurde dabei zerstört. Der erste Wagen des Personenzuges entgleiste ebenfalls, die Fahrgäste blieben aber unverletzt. Der Bagger wurde völlig zerstört, der Fahrer überlebte jedoch schwer verletzt. Als Folgen des Unfalls wurden die Sicherungstechnik am Bahnübergang erneuert, die Lokomotiven der Reihe 219 auf der Strecke durch Triebwagen der Baureihe 642 ersetzt und eine Geschwindigkeitsbegrenzung für die Züge im Überwegbereich auf Schrittgeschwindigkeit eingeführt.

## Bahnhofsvorplatz

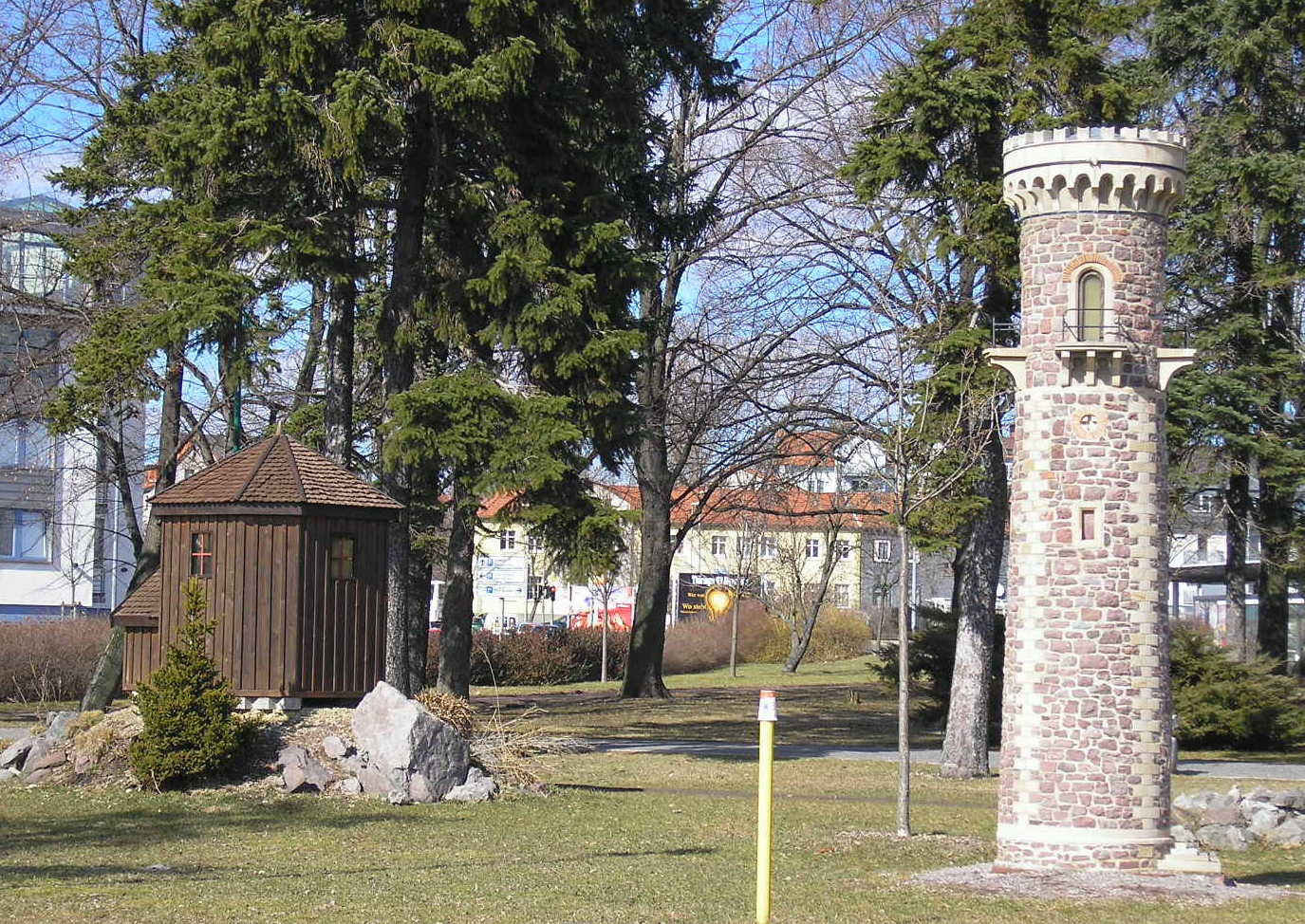
Nachbauten von Kickelhahn und Goethehäuschen auf dem Bahnhofsvorplatz

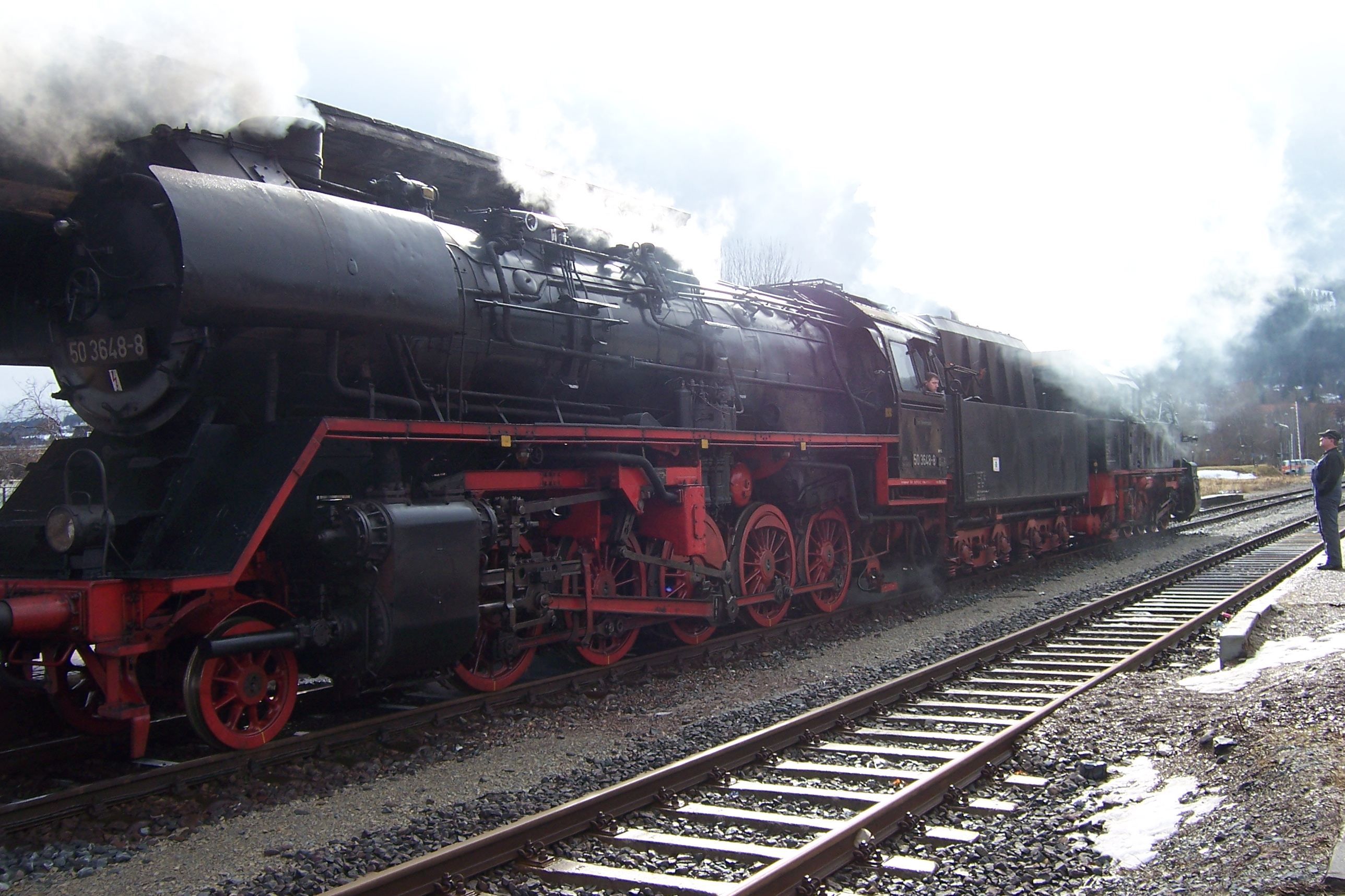
Dampflokomotive bei einer Sonderfahrt zum Rennsteig im Bf Ilmenau

Der Ilmenauer Bahnhofsvorplatz wurde 2000 neu gestaltet. Das Gebiet wurde verkehrsberuhigt sowie ein etwa 50 Meter breiter und 200 Meter langer Park angelegt. Dort befinden sich einige alte Bäume, Hecken, Wiesen und Blumenbeete. Als „Willkommenszeichen“ werden alle Reisenden, die den Bahnhof verlassen, von Miniatur-Nachbauten des Kickelhahnturmes und des Goethehäuschens begrüßt. Direkt vor dem Bahnhof befindet sich ein Taxistand. Rechts beginnt der Busbahnhof, der Ende der 1999er neu gestaltet wurde.
Der Busbahnhof liegt auf dem nördlichen Teil des Bahnhofsvorplatzes und verfügt über sechs Bussteige sowie einen überdachten Wartebereich für Fahrgäste und parkende Busse. Er wird täglich von etwa 300 Bussen angefahren. Der Busbahnhof ist Knotenpunkt des ÖPNV im südlichen Ilm-Kreis.
Im Rahmen der Bahnhofsrenovierungen bis 2014 wurde auch das Areal rund um den Bahnhof runderneuert. Der Bahnsteig, das Kopfsteinpflaster des Vorplatzes, Fußgängerwege sowie Parkplätze wurden teilweise neu angelegt.